# Wilson Sporting Goods
Wilson – amerykański producent sprzętu sportowego. Firma oferuje sprzęt do takich dyscyplin sportowych jak: siatkówka, rugby, piłka nożna, tenis ziemny, koszykówka, golf czy baseball. Rakiet tenisowych marki Wilson używa szwajcar Roger Federer oraz siostry Williams. Przedsiębiorstwo należy do Amer Sports.